# Coupe d'Europe des nations de rugby à XIII 1981
Navigation
Édition précédente Édition suivante
La Coupe d'Europe des nations de rugby à XIII 1981 est la vingtième-deuxième édition de la Coupe d'Europe des nations de rugby à XIII, elle se déroule du 31 janvier 1981 au 18 mars 1981, et oppose l'Angleterre, la France et le Pays de Galles. Ces trois nations composent le premier niveau européen.

## Les équipes

### France
| Nom                    | Âge | Matchs (Ptsmarqués) pendant l'édition | Club               |
| ---------------------- | --- | ------------------------------------- | ------------------ |
| Marc Ambert            | 26  | 1 (0)                                 | Pia                |
| Manuel Caravaca        | 26  | 2 (0)                                 | Carcassonne        |
| Delphin Castanon       |     | 2 (0)                                 | Lézignan           |
| Max Chantal            | 22  | 2 (0)                                 | Villeneuve-sur-Lot |
| Philippe Fourquet      | 20  | 2 (3)                                 | Villeneuve-sur-Lot |
| Joseph Giné            | 28  | 2 (0)                                 | Roanne             |
| Ivan Grésèque          | 27  | 1 (3)                                 | XIII Catalan       |
| Hervé Guiraud          | 28  | 2 (3)                                 | Lézignan           |
| Christian Maccali      | 22  | 2 (0)                                 | Villeneuve-sur-Lot |
| José Moya              | 26  | 2 (10)                                | Carcassonne        |
| Michel Naudo           | 25  | 2 (0)                                 | Pia                |
| Marcel Pillon          | 25  | 2 (0)                                 | Saint-Estève       |
| Hugues Ratier          | 21  | 2 (0)                                 | Lézignan           |
| Sébastien Rodriguez    | 25  | 2 (0)                                 | Pia                |
| Joël Roosebrouck (c)   | 27  | 2 (6)                                 | Villeneuve-sur-Lot |
| Jean-Pierre Trémouille | 27  | 1 (0)                                 | Tonneins           |
| Éric Waligunda         | 25  | 1 (0)                                 | Lézignan           |

## Classement
| Classement |                |   |   |   |   |    |    |     |
|            | Équipe         | J | V | N | D | PP | PC | Pts |
| 1          | France         | 2 | 2 | 0 | 0 | 28 | 6  | 4   |
| 2          | Angleterre     | 2 | 1 | 0 | 1 | 18 | 9  | 2   |
| 3          | Pays de Galles | 2 | 0 | 0 | 2 | 9  | 40 | 0   |

| 31 janvier 1981 | France     | 23 - 5 | Pays de Galles | Stade de l'Egassiairal, Narbonne    |
| 21 février 1981 | Angleterre | 1 - 5  | France         | Headingley, Leeds                   |
| 18 mars 1981    | Angleterre | 17 - 4 | Pays de Galles | Boothferry Park, Kingston upon Hull |

### Rencontres

#### France - Pays de Galles
(mt :  - )
Points marqués : 
- France :.
- Pays de Galles :.

Évolution du score :
Arbitre :     Ron Campbell
Spectateurs : 4 120
Compositions des équipes
- France : Marcel Pillon - Sébastien Rodriguez, Hugues Ratier, Michel Naudo, José Moya - Hervé Guiraud (o), Ivan Grésèque (m) - Delphin Castanon, Christian Maccali, Max Chantal, Jean-Pierre Trémouille, Joseph Giné, Joël Roosebrouck - Philippe Fourquet, Manuel Caravaca - Entraîneur :
- Pays de Galles :  - Entraîneur :

| Rang | Nation         | Points | Diff |
| ---- | -------------- | ------ | ---- |
| 1    | France         | 2      | + 18 |
| 2    | Angleterre     | 0      | 0    |
| 3    | Pays de Galles | 0      | - 18 |

#### Angleterre - France
(mt : 0 - 2)
Points marqués : 
- Angleterre : 1 drop de Sairbain (54e).
- France : 1 essai de Guiraud (58e) ; 1 pénalité de Moya (4e)

Évolution du score : 0-2 (mi-temps), 1-2, 1-5.
Arbitre : Guy Cattaneo
Spectateurs : 3 229
Compositions des équipes
- Angleterre :
- France : Marcel Pillon - Sébastien Rodriguez, Michel Naudo, Hugues Ratier, José Moya - Éric Waligunda (o), Hervé Guiraud (m) - Max Chantal, Christian Maccali, Delphin Castanon, Manuel Caravaca, Joseph Giné, Joël Roosebrouck - Philippe Fourquet, Marc Ambert - Entraîneur :

| Rang | Nation         | Points | Diff |
| ---- | -------------- | ------ | ---- |
| 1    | France         | 4      | + 22 |
| 2    | Angleterre     | 0      | - 4  |
| 3    | Pays de Galles | 0      | - 18 |

#### Angleterre - Pays de Galles
(mt : -)
Points marqués : 
- Angleterre :
- Pays de Galles :

Évolution du score : 
Arbitre : 
Spectateurs : 4 786
Compositions des équipes
- Angleterre :
- Pays de Galles :

| Rang | Nation         | Points | Diff |
| ---- | -------------- | ------ | ---- |
| 1    | France         | 4      | + 22 |
| 2    | Angleterre     | 0      | + 9  |
| 3    | Pays de Galles | 0      | - 18 |